# Burg Benauge
Die  Burg Benauge in Arbis, einem Ortsteil der französischen Gemeinde Porte-de-Benauge im Département Gironde in der Region Nouvelle-Aquitaine, wurde im 13. bis 14. Jahrhundert errichtet. Im Jahr 1995 wurde die Höhenburg als Monument historique in die Liste der Baudenkmäler in Frankreich aufgenommen.
Die Höhenburg auf einem Hügel, die das Zentrum der Vizegrafschaft Benauge war, wurde im 17. und 18. Jahrhundert umgebaut.
Die Burganlage mit Graben, starker Ummauerung und einem Donjon ist eine der mächtigsten Burgen der Region. Von der Burgkapelle sind nur noch wenige Reste erhalten.

## Einzelnachweise

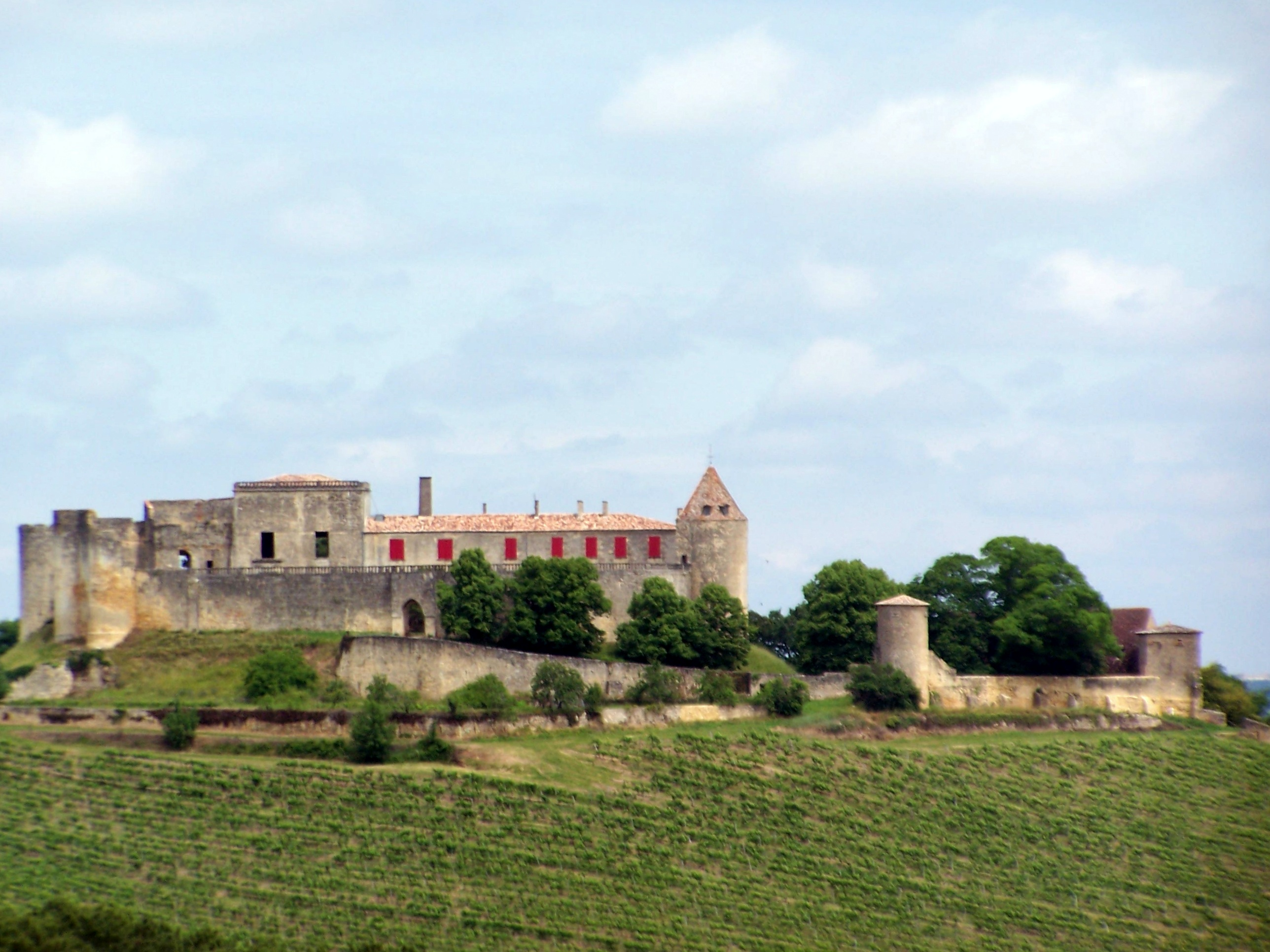
Burg Benauge in Arbis